# Ogdoconta lilacina
Ogdoconta lilacina là một loài bướm đêm trong họ Noctuidae.